# Manuel Prado y Colón de Carvajal
Manuel de Prado y Colón de Carvajal (Quito, Equador, 1931 - Sevilla, Espanya, 5 de desembre de 2009), fou un senador, diplomàtic i administrador privat del Rei Joan Carles I durant més de 20 anys.
Estava casat i tenia cinc fills. Germà de Diego Prado y Colón de Carvajal.

## Biografia
Pare de l'actual president d'Endesa, Borja Prado Eulate, i fill d'un diplomàtic xilè, va ser senador per designació Reial al juny de 1977.
Va estudiar batxillerat en el Colegio del Pilar de Madrid i a l'Instituto Ramiro de Maeztu. Llicenciat en Dret en la Universitat Complutense de Madrid i en Economia en el London School of Economics.
La seva activitat empresarial es va desenvolupar sobre la base de la promoció exterior de la indústria siderometal·lúrgica, de telecomunicació, automòbil i activitats financeres. Així, va ocupar la presidència d'Iberia LAE entre 1976 i 1978 i va ser president executiu i posteriorment conseller d'Infeisa i president d'ADENA. També va ostentar la Presidència del Centre Iberoamericà de Cooperació i de la Comissió del V Centenari en 1981. Així mateix, Prado y Colón de Carvajal va ser president de la Unió Provincial d'Empresaris del Sindicat Provincial de Madrid, vicepresident d'honor del Sindicat Nacional del Metall i vocal del Consell Nacional d'Empresaris.
Va instituir també la Fundació d'Ajuda contra la Drogoaddicció, que presidia la reina Sofia, i va ser cavaller de l'Orde de Sant Jaume, cavaller d'Honor i Devoció de l'Orde Sobirana i Militar de Malta, cavaller del Reial Cos col·legiat d'Hijosdalgos de la Noblesa de Madrid.
Entre les condecoracions obtingudes al llarg de la seva vida, destaquen la Gran Creu al Mèrit Aeronàutic, la Gran Creu al Mèrit Naval, la Legió d'Honor de França en grau de Comanador i la Reial Ordre d'Abdul Aziz de l'Aràbia Saudita. Va ser President i Fundador de la Fundació Cristóbal Colón. També va ser cap de la Casa de María de les Mercedes, Comtessa de Barcelona, Mare del Rei Joan Carles I.

## Implicat i condemnat en diversos processos judicials
Prado y Colón de Carvajal va ingressar el 26 d'abril de 2004 a la presó de Sevilla per complir una condemna de dos anys pel cas Wardbase.
| « | "...Concretament, l'operació Wardbase investigava si el pagament a Manuel Prado i Colón de Carvajal de 2.000 milions de pessetes (12 milions d'euros) del Grup Torras en 1992 va ser consentit pel principal accionista de l'holding (la societat kuwaití d'inversions KIO) o si –tal com va considerar el tribunal finalment– va ser ordenat per iniciativa de De la Rosa sense el coneixement de la companyia..." | » |

Per raons humanitàries se li va concedir el segon grau penitenciari dos mesos després.
Com a responsable de Grand Tibidabo, va ser condemnat en 2008 per apropiació indeguda a tres mesos de presó per l'Audiència Nacional en el cas de la descapitalització d'aquesta companyia catalana.
El Tribunal Suprem ja l'havia condemnat a un any de presó per apropiació indeguda al setembre de 2007 per un desviament de diners del Grup Torras.